# موریس ریش
موریس ریش (انگلیسی: Maurice Risch؛ زادهٔ ۲۵ ژانویهٔ ۱۹۴۳) بازیگر، بازیگر تئاتر، بازیگر سینما و سرمایه‌گذار اهل فرانسه است.
از فیلم‌ها یا برنامه‌های تلویزیونی که وی در آن نقش داشته‌است می‌توان به ژاندارم و فرازمینی‌ها، ژاندارم و پلیس، آخرین مترو و ناپدری اشاره کرد.